# Long Creek (Oregon)
Long Creek est une ville américaine située dans le Grant en Oregon. En 2010 sa population était de 197 habitants.